# Josef Klimeš (sochař)
Josef Klimeš (16. března 1875, Dolní Vranín – 3. června 1899, Paříž) byl český sochař.

## Biografie
Josef Klimeš se narodil v roce 1875 v Dolním Vraníně u Moravských Budějovic jako sedmý z deseti dětí půlláníka Matouše Klimeše (1831 – 1920) a jeho manželky Antonie, rozené Janíčkové (1840 – 1910). Vystudoval malířství v ateliéru Celestina Kloučka na Uměleckoprůmyslové škole v Praze. Po škole odešel do Paříže, kde pokračoval ve studiu na École de la Grande Chaumière. V letech 1898 a 1899 vydal některé práce ve Světozoru. V Paříži poměrně záhy v roce 1899 zemřel, a to buď na zápal plic nebo mohl být zavražděn.
Po smrti bylo jeho dílo několikrát vystavováno a v padesátých letech 20. století získalo Muzeum Vysočiny v Moravských Budějovicích velkou část jeho díla z doby, kdy pracoval v Paříži, tyto díla byla vystavena v konírně zámku v Moravských Budějovicích v roce 1999.

## Výstavy

### Autorské
- 1999, Muzeum Vysočiny v Moravských Budějovicích, Moravské Budějovice

### Kolektivní
- 1966, Alšova jihočeská galerie v Hluboké nad Vltavou, Hluboká nad Vltavou (Česká secese - Umění 1900)
- 1966, Moravská galerie v Brně, Brno (Česká secese - Umění 1900)
- 1985, Uměleckoprůmyslové museum, Praha (Sto let českého užitého umění: České užité umění 1885-1985 ze sbírek Uměleckoprůmyslového muzea v Praze k stému výročí založení muzea)
- 1993, Künstlerhaus Wien, Vídeň (Vergangene Zukunft: Tschechische moderne 1890 bis 1918)
- 1994, Kunsthalle Fridericianum, Kassel (Vergangene Zukunft: Tschechische moderne 1890 bis 1918)
- 2013–2015, Obecní dům - výstavní sály, Praha (Secese: Vitální umění 1900 / Vital Art Nouveau 1900)